# Кохут, Хайнц
Хайнц Ко́хут (англ. Heinz Kohut; 3 мая 1913, Вена — 8 октября 1981, Чикаго) — американский психоаналитик австрийского происхождения, основатель одного из современных направлений в психоанализе — селф-психологии.

## Биография
Хайнц Кохут родился и вырос в Вене, в еврейской семье, принадлежащей к высшему слою среднего класса. Получил блестящее и разностороннее общее образование (искусство, иностранные языки), после окончания в 1932 г. Деблингерской гимназии Вены продолжил образование на медицинском отделении Венского университета, которое окончил в 1938 году. Специализировался в неврологии. З. Фрейд его практически не интересовал, — до тех пор, пока в 1937 году он не обратился за психотерапевтической помощью к психологу Вальтеру Марселю, эксперту по тесту Роршаха. Спустя год Кохут начал анализ у прославленного психоаналитика и друга Фрейда Августа Айхорна. Но в результате аншлюса Австрии Гитлером весной 1938 года этот анализ (и многое другое) пришлось досрочно прервать. Его жизнь оказалась в опасности. В начале 1939 года ему удалось уехать из Вены в Англию, где он прожил год. Ступив на землю США в марте 1940 года, Кохут отправился в Чикаго к своему другу детства, Зигмунду Левари. Тот эмигрировал до него и к тому времени уже успел занять должность в местном университете.
Дальнейшее неврологическое и психоаналитическое (включая курс лечения психоанализом) образование получил в Чикаго. С 1941 по 1943 годы Кохут — невролог в госпитале Чикагского университета, с 1943 по 1947 годы — преподаватель неврологии и психиатрии, с 1947 по 1950 годы — ассистент профессора психиатрии в Чикагском университете.
В 50-е годы звезда Кохута быстро всходила в Чикагском психоаналитическом обществе. Он получил широкое признание (хоть и не без сопротивления) и заработал славу наиболее творческой фигуры этого сообщества. С 1957 года Кохут — профессор психиатрии, член правления Чикагского института психоанализа (в 1973 году Кохут защитил докторскую диссертацию в университете Цинциннати, в котором читал гостевые лекции). В это время выходят в свет его важные работы в области прикладного психоанализа, в частности посвящённые психологии музыки. Но главным вкладом Кохута стала впервые представленная в 1956 году и опубликованная в 1959 г. статья об эмпатии. В ней автор доказывал, что главный путь, ведущий к психоаналитическому пониманию, — это эмпатия, или, как он назвал её, «обращенная на другого интроспекция» . Это противоречило всем традициям психоанализа того времени. Этой точки зрения Кохут не изменял никогда: эмпатия стала центральным понятием его Селф-психологии.
В 1964—1965 годы Кохут один срок являлся президентом Американской психоаналитической ассоциации. С середины 60-х годов и до самой смерти в 1981 году Кохут был предан писательской работе и преподаванию. Наиболее важной его работой стала монография 1971 года «Анализ самости: системный подход к лечению нарциссических нарушений личности». Эта книга сыграла решающую роль в расширение фрейдовской теории нарциссизма, став введением в разработанную Кохутом теорию трансферентых Селф-объектов — зеркальных и идеализированных. В 1977 году вышла вторая книга Кохута «Восстановление самости». В 1978 году появились первые два тома его работы «Поиски самости», под редакцией Пола Орнштейна. Кохут сформировал вокруг себя круг преданных последователей, и вскоре это движение стало общенациональным и даже вышло за границы США. Он совершенно сознательно стремился изменить сущность психоанализа. К моменту смерти его последняя книга «Как лечит анализ?» была практически завершена. Но свет она увидела лишь в 1984 году, подготовленная к печати коллегой Кохута Арнольдом Гольдбергом.

## Вклад
Главный вклад Кохута в психоанализ заключается в том, что он открыл путь, позволяющий отказаться от теории влечений, вместо неё создав психологию, в которой совершенно новое значение придаётся эмпатии, а также непосредственным и символическим проявлениям самости (Сэлф) в мире (которые он называл Селф-объектами). Кохут изменил традиционные психоаналитические представления о нарциссизме, об объектах, о сексуальности и сексуализации, об агрессии и гневе, о фантазиях, об этических ценностях и о том, какое значение имеет самость в жизни человека.
Кохут развил аспект фрейдовской концепции нарциссизма, который позволил ему полностью уйти от теории влечений и выдвинуть теорию «Я». Он понял, что такое состояние является искажением нормального процесса и что прохождение через период нарциссизма — здоровый этап взросления. Кохут сфокусировал своё внимание на двух нормальных нарциссических процессах, которые являются решающими в развитии. Первый — это отражение, при котором младенец смотрит на мать и видит своё «Я», отражённым в её радостном взгляде при этом ребёнок как бы говорит про себя: «Ты видишь меня чудесным. Значит, я чудесен». Второй — идеализация, который начинается с узнавания ребёнком своего родителя или другого любимого человека, в этом случае качество собственного «Я» проецируется на этого человека, так что ребёнок может сказать: «Я вижу тебя чудесным и нахожусь рядом с тобой; значит, я существую и тоже чудесен». В объектных отношениях отражения и идеализации ребёнок узнаёт своё «Я» с помощью другого человека. Этих отражающих и идеализирующих людей Кохут назвал Я — объектами.
.

## Основные публикации
- Analysis of the Self: Systematic Approach to Treatment of Narcissistic Personality Disorders, International Universities Press, 2000, ISBN 0-8236-8002-9
- How Does Analysis Cure?, Heinz Kohut, ed. Arnold Goldberg, 1984, ISBN 9780226450346
- The Search for the Self: Selected Writings of Heinz Kohut: 1978—1981, ISBN 0823660176, ISBN 9780823660179
- The Kohut Seminars on Self Psychology and Psychotherapy With Adolescents and Young Adults, Miriam Elson, 1987, ISBN 0393700410, ISBN 978-0393700411
- Heinz Kohut: The Chicago Institute Lectures, ed. Paul Tolpin, Marian Tolpin, 199, ISBN 0881631167
- Heinz Kohut: The Making of a Psychoanalyst, Charles B. Strozier, 2004, ISBN 1590511026
- Heinz Kohut and the Psychology of the Self (Makers of Modern Psychotherapy), Allen Siegel, 1996, ISBN 041508637X
- The Curve of Life: Correspondence of Heinz Kohut, 1923—1981, 1994, ISBN 0226111709
- The Psychology of the Self: A Casebook, Heinz Kohut, Arnold Goldberg, 1978, ISBN 0823655822
- Releasing the Self: The Healing Legacy Of Heinz Kohut, Phil Mollon, 2001, ISBN 1861562292
- White, M. Weiner, M., The Theory And Practice Of Self Psychology, 1986, ISBN 0876304250
- Treating the Self: Elements of Clinical Self Psychology, Ernest S. Wolf, 2002, ISBN 1572308427
- Heinz Kohut, The Restoration of the Self, New York: International Universities Press, 1977

## Публикации на русском языке
- Кохут Х. Интроспекция, эмпатия и психоанализ: исследование взаимоотношений между способом наблюдения и теорией // «Антология современного психоанализа». — Т. I — М., Институт психологии РАН, 2000.
- Кохут Х. Восстановление самости. — М.: «Когито-Центр», 2002.
- Кохут Х. Анализ самости: Систематический подход к лечению нарциссических нарушений личности. — М.: «Когито-Центр», 2003.